# Miagrammopes longicaudus
Miagrammopes longicaudus es una especie de araña araneomorfa del género Miagrammopes, familia Uloboridae. Fue descrita científicamente por O. P.-Cambridge en 1882.
Habita en Sudáfrica.